# Thomas Dreier
Thomas Dreier (* 1957) ist ein deutscher Jurist und Hochschullehrer.

## Leben
Dreier studierte Rechtswissenschaften und Kunstgeschichte in Bonn, Genf sowie New York. Er wurde 1990 an der Ludwig-Maximilians-Universität München bei Gerhard Schricker promoviert mit einer Arbeit über Kabelweiterleitung und Urheberrecht und habilitierte sich im Jahr 2000 ebenfalls an der LMU für Bürgerliches Recht mit den Forschungsschwerpunkten Rechtsfragen der Informationsgesellschaft, Urheberrecht und neue Technologien. In den 1990er Jahren war Dreier am Max-Planck-Institut für Innovation und Wettbewerb tätig. Von 1999 bis 2024 bekleidete er den Lehrstuhl für Bürgerliches, Handels-, Gesellschafts- und Wirtschaftsrecht in Verbindung mit Rechtsfragen in der Informationsgesellschaft und leitete das Institut für Informations- und Wirtschaftsrecht (IIWR) sowie das Zentrum für Angewandte Rechtswissenschaft (ZAR) an der Universität Karlsruhe (seit 2009: Karlsruher Institut für Technologie). Seit seiner Emeritierung 2024 arbeitet er ebendort weiter als KIT Distinguished Senior Fellow. Seit 2001 ist er auch Honorarprofessor an der Rechtswissenschaftlichen Fakultät der Albert-Ludwigs-Universität Freiburg. Neben seiner Karlsruher Lehrtätigkeit war er u. a. Global Law Professor, New York University, School of Law (Frühjahr 2002 und 2004), Gastprofessor an der University of Haifa, Israel (Frühjahr 2008) sowie der National University of Singapore/New York University School of Law, Singapur (Herbst 2008), Senior Fellow (2014/15) am Käte Hamburger Kolleg „Recht als Kultur“, Bonn und Leiter einer Forschungsgruppe zur Ethik des Kopierens (2015/16) am Zentrum für Interdisziplinäre Forschung (ZiF), Bielefeld.

## Funktionen
Dreier ist Vorsitzender des Fachausschusses „Urheberrecht“ der Deutschen Vereinigung für Gewerblichen Rechtsschutz und Urheberrecht (GRUR) und Zweiter Vorsitzender des Fördervereins FORUM RECHT e. V. Er war Vizepräsident der Association littéraire et artistique internationale (ALAI) (2001–2016) und stellvertretender Vorsitzender von deren Deutscher Landesgruppe (2001–2010), Geschäftsführer der Deutschen Gesellschaft für Recht und Informatik e. V. (DGRI) (2001–2009), Mitglied des Beirats des Instituts für Kunst und Recht e. V. (IFKUR) (2009–2020).

## Schriften
Dreier ist Autor zahlreicher Schriften zum Urheber-, Informations- und Kunstrecht. Der von ihm zusammen mit Gernot Schulze seit 2004 in mehreren Auflagen publizierte Kommentar zum deutschen Urheberrecht gilt als Standardwerk. Er ist Mitherausgeber der „Karlsruher Schriften zum Wettbewerbs- und Immaterialgüterrecht“ (KWI; zus. mit Ahrens, Bornkamm, Heinze, McGuire, Specht-Riemenschneider), der Schriftenreihe „Information und Recht“ (zus. mit Hoeren, Spindler, Holznagel, Gounalakis und Burkert), sowie der Schriftenreihe „Bild und Recht – Studien zur Regulierung des Visuellen“ (zus. mit Petri, Ullrich, Weller) und des Online-Journals Journal of Intellectual Property, Information Technology and E-Commerce Law (JIPITEC) (zus. mit Spindler, Metzger, Guibault, Peguera, Dusollier, Lynskey, Sein); außerdem Mitglied des Herausgeberbeirats der Zeitschrift Propriétés intellectuelles (Frankreich).

### Auswahl
- Kabelweiterleitung und Urheberrecht, Beck, München 1991.
- Kompensation und Prävention. Rechtsfolgen der unerlaubten Handlung im Bürgerlichen, Immaterial-, Güter- und Wettbewerbsrecht, Mohr Siebeck, Tübingen 2002.
- Urheberrecht auf dem Weg zum Informationszeitalter. Studie im Auftrag des Bundesjustizministeriums, Nomos, Baden-Baden 1997 (mit G. Schricker, P. Katzenberger, S. v. Lewinski).
- Urheberrechtsgesetz – Kommentar, (zus. mit Gernot Schulze), Beck, München 2004; 7. Aufl. München 2022, 3006 S. (zus. mit Gernot Schulze, unter Mitwirkung von Benjamin Raue und Louisa Specht-Riemenschneider).
- Software- und Computerrecht, Frankfurt 2007, 349 S. (zus. m. Rupert Vogel).
- Bild und Recht – Versuch einer programmatischen Grundlegung, Nomos, Baden-Baden 2019, 377 S.
- Law and Images, Brill Research Papers, Art and Law 3.1, Brill, Leiden/Boston 2019, 96 S.
- Copyright: Urheberrecht versus Netzkultur, Wagenbach, Berlin 2022, 78 S.
- Wem gehört die Information im 21. Jahrhundert? – Proprietäre versus nicht proprietäre Verwertung digitaler Inhalte, Köln 2004, Schriftenreihe Informationstechnik und Recht der DGRI, Bd. 13 (Hrsg., zus. m. A. Büllesbach).
- Kulturelles Gedächtnis im 21. Jahrhundert. Tagungsband des internationalen Symposiums, 23. April 2005, Karlsruhe. (= Schriften des Zentrums für Angewandte Rechtswissenschaft. Band 1), Universitäts-Verlag Karlsruhe, Karlsruhe 2005 (Hrsg. mit Ellen Euler), ISBN 978-3-937300-56-6. Digitalisat
- Concise European Copyright Law, Kommentar zum Europäischen und internationalen Urheberrecht, Alphen aan den Rijn 2006; 2. Aufl. 2016, 699 S. (Hrsg. mit Bernt Hugenholtz).
- Die systematische Aufnahme des Straßenbildes – Zur rechtlichen Zulässigkeit von Online-Diensten wie „Google Street View“, Nomos, Baden-Baden 2010, 138 S. (zus. mit Indra Spiecker genannt Döhmann).
- Kunst im Markt – Kunst im Recht, Nomos-Verlag, Nomos, Baden-Baden, 2010, 231 S. (Hrsg. zusammen mit Matthias Weller, Nicolai Kemle und Peter Michael Lynen)
- Plagiate, Wissenschaftsethik und Recht, Mohr Siebeck, Tübingen 2013, 262 S. (Hrsg., zus. mit Ansgar Ohly).
- Vom Magnettonband zu Social Media, Festschrift 50 Jahre Urheberrechtsgesetz (UrhG), Beck, München 2015, 437 S. (Hrsg., zus. mit Reto Hilty).
- Informationen der öffentlichen Hand – Zugang und Nutzung, Nomos, Baden-Baden 2016, 596 S. (Hrsg., zus. mit Veronika Fischer, Anne van Raay, Indra Spiecker genannt Döhmann).
- Kulturgüterrecht – Reproduktionsfotografie – StreetPhotography, Nomos, Baden-Baden 2018 (Hrsg., mit Matthias Weller / Nicolai Kemle / Felix M. Michl).
- Original – Kopie – Fälschung, Nomos, Baden-Baden 2020, 234 S. (Hrsg., zus. mit Oliver Jehle).
- Raubkunst und Restitution – Zwischen Kolonialzeit und Washington Principles, Nomos, Baden-Baden 2020 (Hrsg., mit Matthias Weller / Nicolai Kemle / Karolina Kuprecht)
- Digital Ethics – The Issue of Images, Nomos, Baden-Baden 2022, 426 S. (Hrsg., zus. mit Tiziana Andina).
- Das WITTEM-Projekt eines "European Copyright Code", Zeitschrift für Europäisches Privatrecht (ZEuP) 2011, 831–850
- Erhaltung von Werken der Digital Art – Konservierungsmethoden und urheberrechtliche Handlungsspielräume für Museen und Sammler, CR 2013, 548–552 (Zus. Mit Veronika Fischer).
- Ethik des Kopierens, NJW-aktuell 35/2014, 12
- Onleihe und virtueller Museumsbummel – Das Menschenrecht auf kulturelle Teilhabe im 21. Jahrhundert, in: Klimpel/Euler (Hrsg.), Der Vergangenheit eine Zukunft – Kulturelles Erbe in der digitalen Welt, Berlin 2015, S. 192–206 (zus. mit Ellen Euler).
- Das digitale Museum, in: Mosimann/Schönberger (Hrsg.), Kunst & Recht 2017, Bern 2017, S. 19–46.
- Museen und Digitalisierung, in: Dreier/Peifer/Specht (Hrsg.), Anwalt des Urheberrechts – Festschrift für Gernot Schulze zum 70. Geburtstag, Beck, München 2017, S. 119–125.
- The Ethics of Citations and Partial Copying, Jahrbuch für Recht und Ethik – Annual Review of Law and Ethics, Bd. 26 (2018), S. 39–55.
- Geistiges Eigentum oder zumindest Kontrollbefugnisse zugunsten indigener Bevölkerungen hinsichtlich ihrer traditionellen kulturellen Ausdrucksformen?, Bulletin Kunst & Recht 2020/2–2021/1, 21–38.
- Le droit d’auteur en Europe – problèmes actuels et perspectives pour l‘avenir, Propriétés intelectuelles (PI) 2021, S. 41–49 (mit Matthias Schmid).